# 龍彪
龍彪（英語：Bill Lung Biu，1956年—2017年9月22日），本名冼偉光，香港資深電影演員，生前擔任過AC國際體藝會會長，因在《整蠱專家》飾演周星馳在舞廳的整蠱對象「光頭王」為人熟知。

### 逝世
2017年9月22日，龍彪因病於九龍的明愛醫院去世，享年61歲，龍彪生前曾被診斷出罹患肺癌，奮戰病魔多年，但終究還是不敵病魔而去世，最後香港武術協會將於10月7日於九龍殯儀館設靈。